# Paul Atkins
Paul S. Atkins es un empresario estadounidense que fue nominado por el presidente Donald Trump para ocupar el cargo de presidente de la Comisión de Bolsa y Valores de Estados Unidos, cargo en el que ocupó el cargo entre 2002 y 2008. Conocido por defender la reducción de las cargas regulatorias y promover la innovación financiera, ha sido un firme defensor de los principios del libre mercado en la política regulatoria. Atkins es copresidente de Token Alliance, un grupo de defensa de las criptomonedas para la Cámara de Comercio Digital que busca establecer regulaciones claras y equilibradas para los activos digitales.

## Primeros años y educación
Originariamente de Lillington, Carolina del Norte, Atkins creció en Tampa, Florida. Recibió su licenciatura en Wofford College en 1980 y fue miembro de Phi Beta Kappa y Kappa Alpha Order. Atkins recibió su título de abogado en la Facultad de Derecho de la Universidad Vanderbilt en 1983 y fue editor principal de redacción estudiantil de Vanderbilt Law Review.

## Trayectoria profesional
Atkins comenzó su carrera como abogado en la ciudad de Nueva York con Davis Polk & Wardwell, centrándose en una amplia gama de transacciones corporativas para clientes estadounidenses y extranjeros, incluidas ofertas de valores públicos y privados, fusiones y adquisiciones. Residió durante dos años y medio en la oficina de su firma en París y fue admitido como consejero jurídico en Francia en 1988.
Antes de su nombramiento como comisionado, Atkins ayudó a las empresas de servicios financieros a mejorar su cumplimiento de las normas de la SEC y trabajó con las agencias de aplicación de la ley para investigar y rectificar situaciones en las que los inversores habían resultado perjudicados. La más destacada de estas situaciones fue la de Bennett Funding Group, Inc., una empresa de arrendamiento de 1.000 millones de dólares que perpetró el mayor fraude Ponzi hasta la fecha en la historia de Estados Unidos. Más de 20.000 inversores perdieron gran parte de su inversión. Atkins, que ayudó al síndico de quiebras designado por el tribunal, se desempeñó como presidente de crisis de la única filial superviviente de Bennett, según su biografía de la SEC. Al estabilizar sus finanzas y operaciones y reconstruir y expandir su negocio, mejoró el valor de sus acciones para los inversores restantes en casi un 2000%.
De 1990 a 1994, Atkins formó parte del equipo de dos expresidentes de la SEC, Richard C. Breeden y Arthur Levitt. Bajo la presidencia de Breeden, colaboró en los esfuerzos por mejorar las regulaciones en materia de gobernanza corporativa, mejorar las comunicaciones con los accionistas, fortalecer la responsabilidad de la administración mediante la reforma de los poderes de representación y reducir las barreras de entrada para las pequeñas empresas y las empresas del mercado medio a los mercados de capitales. Bajo la presidencia de Levitt, fue responsable de organizar el programa de inversores individuales de la SEC, incluidas las primeras reuniones de inversores en el ayuntamiento y un comité asesor de asuntos del consumidor de la SEC.
Atkins fue comisionado de la Comisión de Bolsa y Valores de Estados Unidos desde el 9 de julio de 2002 hasta que terminó su mandato en agosto de 2008. Trabajó junto a los presidentes Harvey Pitt, William H. Donaldson y Christopher Cox.
En diciembre de 2016, Atkins se unió a un foro empresarial organizado por el presidente electo Trump para brindar asesoramiento estratégico y de políticas sobre cuestiones económicas.